# David Manderson
David Manderson (Glasgow, 1955) és escriptor de ficció i no-ficció. Ha format part de l'escena literària escocesa durant els últims trenta anys. Va dirigir el Festival de Curtmetratges Real to Reel del Festival de Cinema de Glasgow durant vuit anys i va fundar la revista d'escriptura creativa Nerve. Format al programa d'escriptura creativa de la Universitat de Glasgow, la seva novel·la de debut Lost bodies (Kennedy and Boyd, 2011) va tenir una molt bona acollida de la crítica. El seu segon títol, The Glass Half Full: Moving Beyond Scottish Miserablism (Luath, 2014), escrit amb la directora Eleanor Yule, va tenir un paper destacat en la prèvia del referèndum d'independència escocès. També ha publicat contes i articles en antologies escoceses i internacionals. Actualment està treballant en una segona novel·la, entre altres projectes. El 2016 va fer una estada a la Residència Faber, d'Olot.